# Cuadernos de Ciencias Biológicas
Cuadernos de Ciencias Biológicas (abreviado Cuad. Ci. Biol.) es una revista con ilustraciones y descripciones botánicas que es editada en Granada por la Universidad de Granada desde el año 1971  hasta ahora, con el nombre de Cuadernos de Ciencias Biológicas; Anejo del Boletin de la Universidad de Granada.